# 2. Armee (Österreich-Ungarn)
Die k.u.k. 2. Armee war im Ersten Weltkrieg ein militärischer Großverband der österreichisch-ungarischen Armee, der 1914 kurzfristig in Syrmien und danach bis zum Kriegsende an der Ostfront eingesetzt wurde. Nach dem Waffenstillstand mit Russland blieb das Armeekommando an der Ostfront und wurde im Mai 1918 in k.u.k. Ost-Armee umbenannt.

## Geschichte

### Gegen Serbien 1914

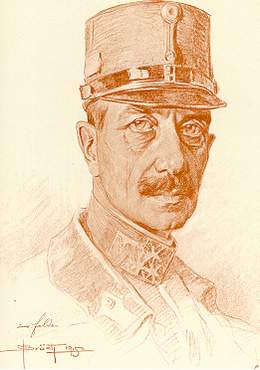
General der Kavallerie Eduard von Böhm-Ermolli, Zeichnung von Oskar Brüch

Die 2. Armee unterstand die ganze Zeit des Krieges dem General der Kavallerie (ab 1. Mai 1916 Generaloberst) Eduard von Böhm-Ermolli, als Generalstabschef fungierte anfangs Generalmajor von Mecenseffy.
Feldzeugmeister Oskar Potiorek konnte beim Chef des Generalstabes Conrad von Hötzendorf erreichen, dass sich die 2. Armee mit 6½ Infanterie- und 1 Kavalleriedivision an den Kämpfen gegen die Serben beteiligen sollte. Die Armee verblieb bis 20. August 1914 zur Unterstützung der österreichisch-ungarischen Balkanstreitkräfte, obwohl sie gemäß den Aufmarschplänen sofort für den Kampf gegen Russland vorgesehen war.
- IV. Korps (General der Kavallerie Karl Tersztyánszky von Nádas), 31. und 32. Division, ½ 7. Infanterie-Truppendivision (I.T.D.) sichert in Syrmien (Raum Semlin-Belgrad)
- IX. Korps (General der Infanterie Lothar von Hortstein), 29. I.T.D., ½ 7. Infanteriedivision und 10. Kavallerie-Division, sowie Landsturmtruppen sichert im Raum Peterwardein.
- VII. Korps (General der Infanterie Otto Meixner von Zweienstamm), 17. und 34. I.T.D. sowie 2 Landsturminfanterie- und 1 Marschbrigade, das Korps hatte sich zwischen Pancsova und Báziás defensiv zu halten und mit einer schwachen Gruppe die Donau bei Orșova zu forcieren.

Der rechte Armeeflügel beteiligte sich aber mit dem IV. Korps an der Offensive durch Angriffe über die Save auf Šabac. Das IX. „Prager Korps“ operierte mit der 29. I.T.D. und 21. Schützen-Division von Norden und Westen her gegen Mitrowitza und Šabac.
Am 12. August 1914 erfolgte der Angriff der Landsturm-Brigade unter Generalmajor Letovsky gegen Šabac. Eine Brigade unter Generalmajor von Dáni ging bei Klenak über die Save und nahm mit wuchtiger Artillerieunterstützung Šabac ein.
Am 19. August ging das Korpskommando IX mit der 23. Honveddivision und der 10. Kavallerie-Division zur 4. Armee nach Galizien ab. Das Armeekommando 2 verließ die Balkanfront am 21. August, das Korpskommando VII ging am 24. August, das Korpskommando IV erst am 30. August nach Osten ab. Letztere Verbände verstärkten die Armeegruppe Kövess in der Schlacht in Galizien.

### In Galizien 1914
Die bereits Ende August schwer bedrängte Front der 3. Armee in Galizien zwangen zum Abtransport der 2. Armee aus Serbien. Ab dem 25. August trafen die ersten Teile des VII. Korps am Dniester-Brückenkopf bei Halicz ein, bis dahin hatte dort die Armeegruppe Kövess, mit dem III., XII., XI. Korps und mehreren Kavalleriedivisionen manövriert.
Die Armeegruppe Kövess (Korpskommando XII.) konnte am 30. August in der Schlacht an der Gnila Lipa der russischen 8. Armee zwischen Meryszczow–Podkamien–Rohatyn nicht standhalten und flutete auf den Swirz zurück. Am Südflügel konnte die Front nur durch das Eingreifen der ersten ankommenden Verbände der 2. Armee (vorerst nur 34. Division) zwischen Rohatyn und Babuchow gehalten werden. Bis Ende August traf dann das IV. und VII. Korps aus Serbien ein. Nach der Vereinigung mit XII. Korps zählte die 2. Armee am 2. September 235 Bataillone, 108 Schwadronen und 115 Batterien und traf mit folgender Gliederung in die Schlacht bei Lemberg ein.
XII. Korps (Hermannstadt) GDI Hermann Kövess von Kövessháza
- 11. I.T.D. (Lemberg) : FML Alois Pokorny
- 16. I.T.D. (Hermannstadt) FML Franz Paukert, ab September 1914 FML Schariczer
- 35. I.T.D. (Klausenburg) FML Viktor Njegovan, ab September 1914 FML Fox

VII. Korps (Temesvár) GDI Otto Meixner von Zweienstamm, ab September Andreas Fail-Greissler, ab November 1914 Erzherzog Joseph
- 17. I.T.D. (Großwardein): FML Johann von Henriquez, später FML Aurel le Beau
- 34. I.T.D. (Temesvár): FML Joseph Krautwald von Annau

IV. Korps (Budapest) GDK Tersztyánszky von Nádas
- 31. I.T.D. (Budapest): FML Erzherzog Joseph
- 32. I.T.D.(Budapest): FML Andreas Fail-Greissler, ab September 1914 FML Goiginger
- 43. Landwehr-Div. (Czernowitz) FML Albert Schmidt von Georgenegg

Deckungsgruppe am Dnjester
- 38. HID. (Klausenburg) FML Johann Freiherr Karg von Bebenburg
- 1. Kav.Div. (Temesvár): GM Artur Freiherr Peteani von Steinberg
- 5. Honved-Kav.Div. (Budapest): FML Ernst von Froreich
- 8. Kav.Div. (Stanislau): FML Georg Edler von Lehmann[2]

Der seit 8. September geführte Gegenangriff der k.u.k 3. Armee bei Grodek und an der Werescyca wurde durch zwei Korps der k.u.k. 2. Armee mit dem XII. und VII. Korps verlängert. Bis zum 10. September brachen die Angriffe gegenüber der russischen 8. Armee blutig zusammen, im Gegenstoß überrannten stattdessen russische Kosakenregimenter die österreichisch-ungarischen Stellungen und operierten bereits im Rücken der zertrümmerten k.u.k. Verbände. Die gesamte österreichische Front in Galizien befand sich im Rückzug auf den San, wo sich die Front wieder fangen konnte. Der Rückzugsbefehl vom 11. September führte die südlichste Armee die beiderseits des oberen Dniester kämpfende 2. Armee zurück auf die Karpaten.
Am 27. September 1914 wurde Carl von Bardolff neuer Chef des Generalstabes der 2. Armee. Zwischen 13. und 20. Oktober rang die 2. Armee zwischen Chyrów und Stary Sambor vergeblich um die noch gehaltenen Stellungen und musste dann weiter auf den Gebirgskamm zurückgehen.

### In Russisch-Polen 1914/15
Bis Ende Oktober war nach der Schlacht an der Weichsel die ganze Front in Polen zum Rückzug gezwungen, auch die 1. Armee ging über die Nida in den Festungsraum Krakau zurück. Infolge
der Bedrohung des Raumes bei Krakau und Preußisch-Schlesien waren alle Armeen der Mittelmächte von der mittleren Weichsel und vom San im taktischen Rückzug. Dadurch waren aber größere Kräfteverschiebungen möglich. Das Landwehrkorps hatte sich zwischen 21. und 28. Oktober auf die Pilica zurückgekämpft und richtete sich nördlich von Tschenstochau zur Verteidigung ein. Von der 2. Armee wurden auf Bitte der deutschen Heeresleitung das Armeeoberkommando, das XII. und das IV. Korps in den Karpaten freigemacht und ab 8. November per Eisenbahn nach Schlesien abtransportiert. Am 13. November war die Ausladung bei Lublinitz (XII. Korps) und Rosenberg—Kreuzburg (IV. Korps) vollzogen. Die Armee fand im Raum nördlich von Tschenstochau starken Rückhalt am rechten Nachbarn, dem schlesischen Landwehrkorps unter General von Woyrsch. Gegner war die im Raum beiderseits Nowo-Radomsk Front machende russische 4. Armee.
Ende November 1914 deckte die 2. Armee während der Schlacht um Łódź den Südflügel der deutschen 9. Armee. In den folgenden Kämpfen im Raum Belchatow und Petrikau (Anfang Dezember 1914) unterstanden dem AOK 2 drei Korpsgruppen:
XII. Korps General der Infanterie Hermann Kövess von Kövessháza
- 31. Division (FML Kasimir von Lütgendorf)
- 32. Division (FML Ludwig Goiginger)

IV. Korps General der Kavallerie Karl Tersztyánszky von Nádas
- 16. Division (FML Georg Schariczer von Rény)
- 35. Division (FML Vinzenz Fox)

Kavalleriekorps Hauer
- 9. Kavallerie-Division (FML Leopold von Hauer)
- 3. Kavallerie-Division (FML Adolf von Brudermann)

Am 12. Dezember stand das XII. Korps am rechten Flügel der 2. Armee beiderseits der Warta bei Prusiecko, das IV. Korps lag in der Armeemitte bis an die Widawka bei Rogowiec. Im Norden schloss das Kavalleriekorps Hauer 8 Kilometer östlich nach Belchatow auf, die 27. Division deckte die Straße nach Piotrków. Auf Vorschlag Böhm-Ermollis übernahm General der Artillerie von Gallwitz mit dem Korpskommando des Garde-Reserve-Korps die Führung über die 17. Division und 1. Garde-Reserve-Division.

### Erneut in den Karpaten
Während im Frühjahr 1915 nur das XII. Korps in Russisch-Polen verblieb, wurde die 2. Armee infolge der Karpatenschlacht nach Galizien zurückbeordert.
Am 12. Februar 1915 traf das Armeekommando 2 wieder in den Karpaten ein und wurde am östlichen Flügel der 3. Armee in die dortige Gebirgsfront eingeschoben. Während der erfolglosen Entsatzangriffe zur eingekesselten Festung Przemysl am San waren der 2. Armee folgende Großverbände unterstellt:
- IV. Korps (FML Schmidt von Georgenegg) mit 31. und 43. Division
- V. Korps (FML Puhallo von Brlog) mit 27. und 33. Division
- XIX. Korps (FML Trollmann) mit 25. und 34. Division
- XVIII. Korps (FML Ziegler) mit 37. Honved- und 44. Landwehr-Division
- Gruppe Szurmay mit 38. und 40. Honved-Division

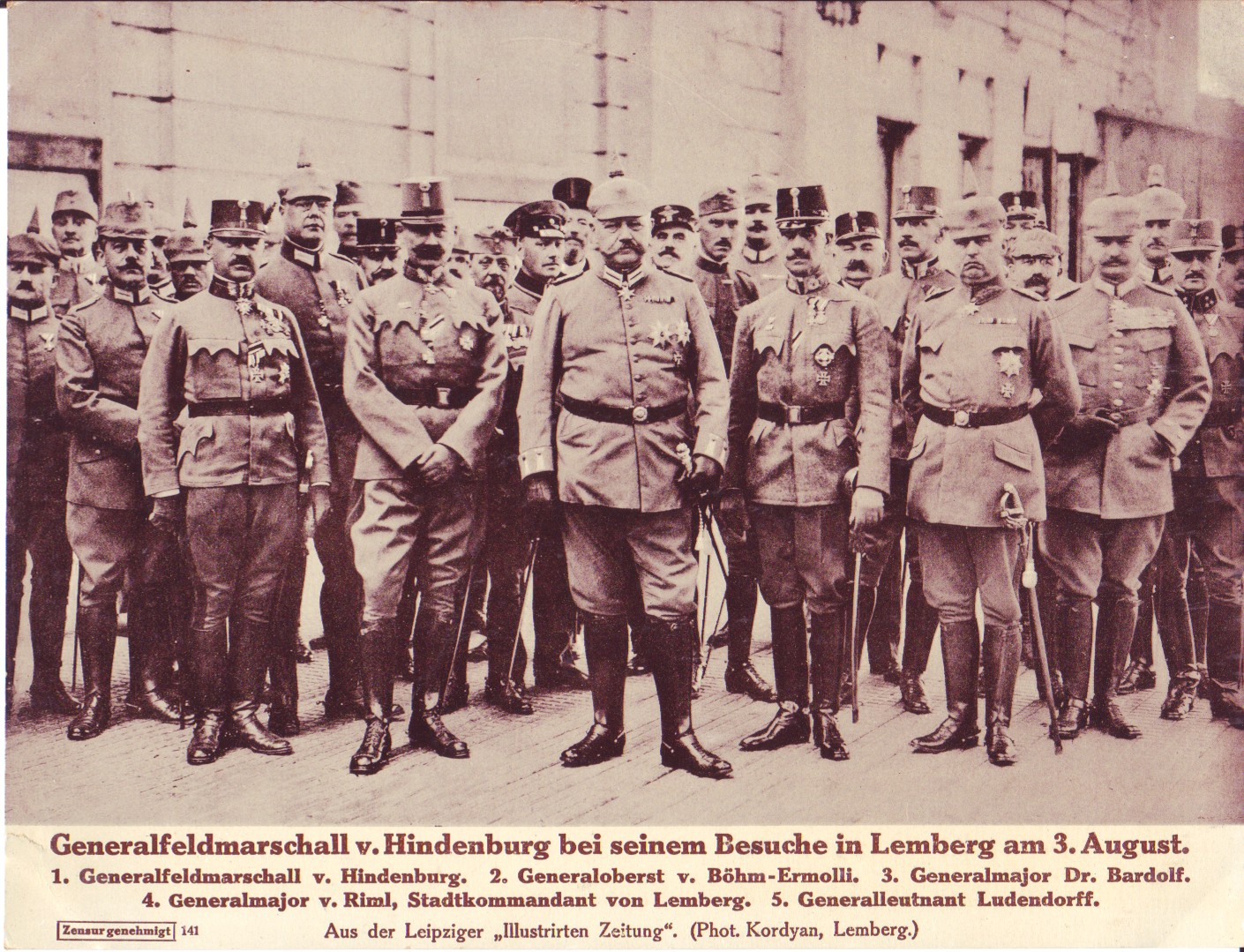
Besuch in Lemberg im August 1916: Hindenburg, Böhm-Ermolli und Ludendorff

Am 27. Februar begann die Korpsgruppe des General der Kavallerie Tersztyánszky mit dem IV., XVIII. und XIX. Korps auf zwölf Kilometern Breite einen neuen Entsatzangriff. Bereits am 28. Februar rannte dieser völlig fest, die Russen gingen ihrerseits sofort zu starken Gegenangriffen über und brachten die Entsatzoperation bis Mitte März völlig zum Stillstand.
Alle Durchbruchsversuche über Baligrod und Sanok zur Festung Przemyśl scheiterten am Widerstand der russischen 11. Armee. Die Gruppe Szurmay wurde die Verteidigung des Uschok-Pass übertragen und Mitte Februar 1915 an die am rechten Armeeflügel eingeschobene deutschen Südarmee abgegeben.
Nach dem erfolgreichen Durchbruch der Mittelmächte in der Schlacht von Gorlice-Tarnów (Mai 1915) gelang der 2. Armee der Austritt aus den Karpaten-Stellungen und nach der Schlacht bei Grodek am 22. Juni 1915 die Rückeroberung von Lemberg. Während der Operationen um Gródek und Lemberg umfasste die 2. Armee folgende Truppen:
IV. Armeekorps (General Schmidt von Georgenegg)
- 27. Division (FML Kosak)
- 43. Honved-Division (Generalmajor Jordan-Rozwadowski)
- 32. Division (Generalmajor Willerding)
- 31. Division (Generalmajor Lütgendorf)

XIX. Armeekorps (FML Trollmann)
- 13. Schützen-Division (Generalmajor Kreysa)
- 34.  Division (Generalmajor Birkenhain)
- 29. Division (Generalmajor Kroupa)

XVIII. Armeekorps (General Ziegler)
- 9. Division (FML Alfred von Schenk)
- 1. Landsturm-Brigade
- 33. Division (FML Theodor Hordt)

V. Armeekorps (General Goglia)
- 14. Division (FML Csicserics von Bacsány)
- 4. Kavallerie-Division (Generalmajor Berndt)
- 51. Honved-Division (Generalmajor Kornhaber)

### Stellungskrieg in Ostgalizien 1915–1917
Infolge des fehlgeschlagenen Feldzuges nach Rowno im September 1915 musste die Armee in Ostgalizien nach starken russischen Gegenangriffen wieder in den Stellungskrieg übergehen. In den Herbstkämpfen 1915 zählte die 2. Armee zwei Korpsgruppen mit etwa 95.000 Mann, 53. Schwadronen (5.350 Reiter) und 392 Geschütze:
- XVIII. Korps (FML Czibulka) mit 31. und 32. Division sowie 1. Kavalleriedivision
- IV. Korps (FML Schmidt von Georgenegg) mit 27. und 51. Division[4]

Zu Beginn der Brussilow-Offensive (Juni/Juli 1916) konnten die Stellungen der k.u.k. 2. Armee östlich Brody und an der oberen Ikwa im engen Anschluss an die deutsche Südarmee gehalten werden, obwohl der linke Nachbar das XVIII. Korps der 1. Armee am 21. Juli vor den russischen Angriffen zusammengebrochen war.
Gruppe Kosak
- 27. Division (Generalmajor Ferdinand Kosak)
- 4. Kavallerie-Division (Generalmajor Otto Berndt)
- 7. Kavallerie-Division (FML Ignaz Edler von Korda)

V. Korps unter FML Goglia
- 31. Division (Generalmajor Joseph Lieb)
- 29. Division (FML Joseph Schön)

IV. Korps unter FML Albert Schmidt von Georgenegg
- 33. Division (FML Theodor von Hordt[5], ab August 1916 Generalmajor Artur Iwański)
- 14. Division (Generalmajor Ladislaus Horváth, ab September 1916 FML Franz Szende)

### 1918 Vormarsch und Umbenennung in Ost-Armee
Zur Erzwingung des Friedens begann Ende Februar 1918 das XII., bald auch das XXV. Korps (11., 30. und 59. Division) aus dem Raum östlich von Tarnopol und die 54. Schützendivision und die 2. Kavalleriedivision beiderseits des Dnjestr den Vormarsch durch Bessarabien in Richtung auf Odessa. Feldmarschall von Böhm-Ermolli richtete nach dem Abmarsch des XII. und XXV. Korps in die Ukraine, an der alten Reichsgrenze aus den verbliebenen Einheiten des V. und XVIII. Korps noch eine Sicherung ein, die 27. und 38. Division wurden nach Südtirol abtransportiert. Nach der Auflösung Armeekommando 4 (Karl Freiherr von Kirchbach) blieb das 2. weiterhin bestehen. Böhm-Ermolli wurde als Nachfolger des Generalobersten von Kirchbach angewiesen mit seinem Stab nach Odessa abzugehen, wo er am 5. April 1918 das Kommando übernahm.
Nach dem Frieden von Brest-Litowsk mit Sowjet-Russland (3. März) blieb das Armeekommando 2 weiterhin an der Ostfront und wurde schließlich in k.u.k. Ost-Armee umbenannt. Ende Mai 1918 übernahm General der Infanterie Alfred Krauß den Oberbefehl in Odessa, als Stabschef fungierte Generalmajor Belitska.
XXV. Korps (General der Infanterie Peter von Hofmann)
- 155. Honved-Division (GM Felix Ritter Unschuld von Melasfeld)
- 54. Schützen-Division (FML Viktor Severus Edler von Laubenfeld)

XVII. Korps (General der Infanterie Ludwig von Fabini)
- 7. Kavallerie-Division (Generalmajor Ignaz Edler von Korda)
- 11. Division (FML Rudolf Metz von Spondalunga)

XII. Korps (General der Infanterie Rudolf von Braun)
- 5. Honved-Kavallerie-Division (Generalmajor Viktor von Mouillard)
- 15. Division (FML Adolf von Aust)
- 2. Kavallerie-Division (GM Albert Abele von und zu Lilienberg)

XI. Korps (FML Hugo von Habermann)
- 30. Division (FML Moritz Jesser)
- 59. Division (FML Kletus von Pichler)
- 4. Kavallerie-Division (GM Otto von Berndt)

## Oberbefehlshaber
- General der Kavallerie/Generaloberst Eduard von Böhm-Ermolli (August 1914 – 16. Mai 1918)
- General der Infanterie Alfred Krauß (Mai–November 1918)